# اوی بریگرن
اوی بریگرن (انگلیسی: Evy Berggren؛ ۱۶ ژوئن ۱۹۳۴ – ۵ دسامبر ۲۰۱۸) ژیمناست هنری اهل سوئد بود.
وی در مسابقات کشوری و بین‌المللی در مجموع برندهٔ ۲ مدال طلا، ۱ مدال نقره، ۱ مدال برنز شده‌است.